# Ringsakers prosteri

Karta över Innlandet fylke med dåvarande Ringsakers prosteri markerat i rött.

Ringsakers prosteri (norska: Ringsaker prosti) var ett tidigare kontrakt (prosteri, norska: prosti) i Hamars stift inom Norska kyrkan. Kontraktet omfattade Ringsakers kommun i Innlandet fylke i östra Norge.
Den 1 januari 2025 gick Ringsakers prosteri upp i Hamars domprosteri.

## Socknar
Ringsakers prosteri bestod av sex socknar (norska: sokn eller sogn) inom Ringsakers kyrkliga samfällighet (norska: kirkelige fellesråd):

### Ringsakers kyrkliga samfällighet
- Brumunddal/Veldre socken
- Brøttums socken
- Furnes socken
- Nes socken
- Ringsakers socken
- Åsmarka socken